# ETR 610
L'ETR 610 (ETR pour Elettro Treno Rapido) est la dernière évolution du train pendulaire FIAT Pendolino. Il en constitue la version internationale de la 4e génération.

## Historique
Successeurs directs des rames Fiat Pendolino de 3e génération que sont les ETR 460/470/480, 28 exemplaires ont été commandés par Trenitalia dans la version ETR 600 et par Cisalpino (FS + CFF) dans la version ETR 610.
Leur mise en service commerciale était, dans un premier temps, prévue pour le changement d'horaires de décembre 2007. Les deux premières rames (respectivement ETR 600 et ETR 610) ont effectué leurs essais d'aptitude sur les lignes à grande vitesse italiennes entre Milan et Rome ainsi que sur certaines voies plus tortueuses de Suisse. L'ETR 610.001 effectue deux aller-retour entre Bienne et Brigue à la mi-2007. Les ETR 610 ont été mis en service commercial en juillet 2009, deux ans après la date initialement prévue, à la suite de retards de la part du constructeur français Alstom. Suite de ces retards, le constructeur français a dû faire face à une amende de 90 millions de francs suisses pour délais non respectés, ainsi qu'à un dédommagement de 15 millions de francs suisses pour la location de matériels conventionnels de remplacement.
Après l'arrêt de l'activité de la société Cisalpino AG le 12 décembre 2009, pour des questions purement juridiques, les 14 rames à peine livrées, qui devaient être réparties entre les actionnaires CFF et FS ont dû rester la propriété de Cisalpino AG jusqu'à la fin de leur période de financement, le 18 juin 2018. La société subsistera jusqu'à cette date uniquement pour cela. Pendant cette période, les rames ont été louées : 7 à Trenitalia et autant aux CFF. La dissolution de la société Cisalpino AG a été rendue effective le 23 décembre 2021.
Le 2 août 2012, les CFF annoncent la commande de 8 rames supplémentaires, avec entrée en fonction progressive à partir de 2015, si Alstom voudra bien respecter ses engagements. La première rame a été livrée début juin 2014. Les tests ont débuté le 4 juin 2014 lors du transfert de la rame de Brig à Genève. Cette nouvelle série n'est plus classée ETR 610 mais RABe 503. Ces nouvelles rames se distinguent entre autres par l'ajout de phares à LED.
Depuis le changement d'horaire de 2015, tous les services transfrontaliers vers l'Italie (Bâle - Lötschberg/Genève - Simplon - Milan et Zürich/Luzern - Gothard - Milan) sont assurés par des ETR 610. 
Mais, tout comme leurs prédécesseurs ETR 470, les ETR 610 commencent à se distinguer par leurs nombreuses pannes (système électronique de réservation, climatisation, infrastructure du wagon-restaurant, évacuation des odeurs émanant des WC...) et, bien qu'ayant réussi les tests dynamiques dans le tunnel de base du Saint-Gothard, le personnel CFF et l'association suisse Pro Bahn restent sceptiques quant à la future carrière de ces rames, qui devraient être remplacées par les EC 250 "Giruno" de Stadler Rail d'ici 2017.

## Caractéristiques
Comme toutes les rames de la famille Pendolino, les ETR 600 et 610 utilisent une technique de pendulation brevetée par Fiat Ferroviaria qui permet notamment d'aller plus vite dans les courbes. Il s'agit d'un système hydraulique placé dans les caisses qui commande des vérins d'inclinaison placés dans les bogies. Il est aussi équipé d'un système de translation horizontale, ce qui fait que le train se "décale" en virage vers l'extérieur pour ne pas empiéter sur le gabarit de la voie d'à côté. Les pantographes s'inclinent aussi dans le sens contraire pour rester droits par rapport à la ligne de contact.
L'alimentation électrique de l'ETR 610 est compatible avec des tensions de 3 000 V et 25 kV 50 Hz (pour circuler sur les lignes à grande vitesse italiennes), et avec la tension de 15 kV 16,7 Hz des réseaux ferroviaires suisse et allemand. Il possède donc six pantographes, une paire en cuivre pour le réseau 3 kV (remplacés progressivement par de nouveaux modèles hybrides en graphite avec bords en cuivre), une paire en graphite pour les réseaux 15 kV suisse et 25 kV ainsi que d'une paire de pantographes larges en graphite pour le réseau 15 kV allemand.
L'ETR 610 est équipé de systèmes de sécurité pour l'Italie, la Suisse (Integra, ZUB) et l'Allemagne (Indusi/PZB). Il est compatible ETCS Niveau 3.
Les ETR 610/RABe 503 des CFF, rebaptisés Astoro, qui vient du terme italien Astore (autour ou épervier, famille des Accipitridae, rapace des Alpes), bénéficient d'une rénovation complète, en partie liée aux nombreux problèmes techniques rencontrés par les CFF  après plus de 2.5 millions de kilomètres parcourus. Outre les évolutions techniques apportées par Alstom, les CFF ont demandé une amélioration de la réception du signal Wi-Fi, des porte-bagages plus grands, davantage de place pour les vélos et une plus grande sécurité en cas d'incendie. Les travaux de révision des rames ont débuté en septembre 2017 et ont duré jusqu'en 2021 dans les usines Alstom de Savillan en Italie, et coûteront environ 80 millions de francs suisses.
En 2024, les rames Astoro sont reprises par les ateliers CFF de Bellizone pour une mise à niveau de la cabine avant, des WCs, de la peinture, de l'éclairage (LED), ainsi que des travaux de remplacement ou de remise à neuf des pantographes, des boggies et de l'attelage. Les travaux de renouvellement, qui concernent l'ensemble de la flotte (19), devraient durer jusqu'à fin 2027. Les CFF investissent environ 120 millions de francs pour ces travaux.

### Composition
Une rame ETR 610 est composée de sept voitures, dont une voiture-restaurant. Les deux voitures d'extrémité sont motorisées, à raison d'un essieu par bogie, les trois voitures centrales ne sont pas motorisées.
| Apmt | A | WRA | B | B | B | Bpmt |

| (A1)' (A1)' | (A1)' (A1)' | 2' 2' | 2' 2' | 2' 2' | (1A)' (1A)' | (1A)' (1A)' |

## Galerie d'images

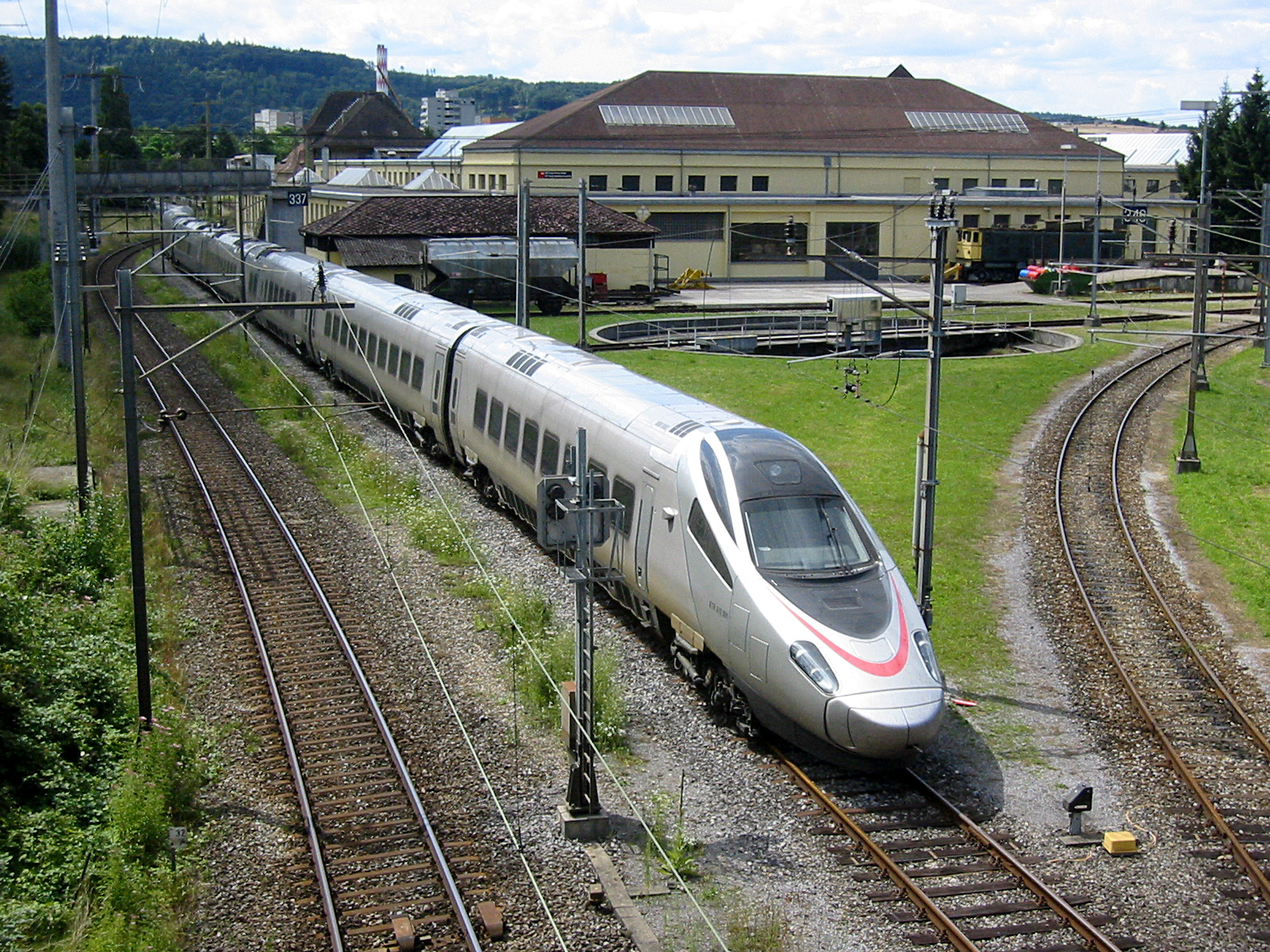
Rame de présérie à Bienne.
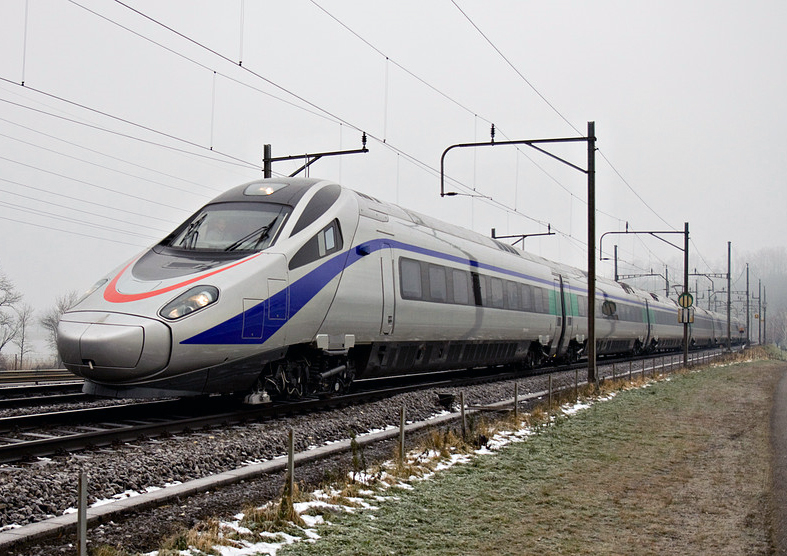
Livrée Cisalpino (juillet-décembre 2009).
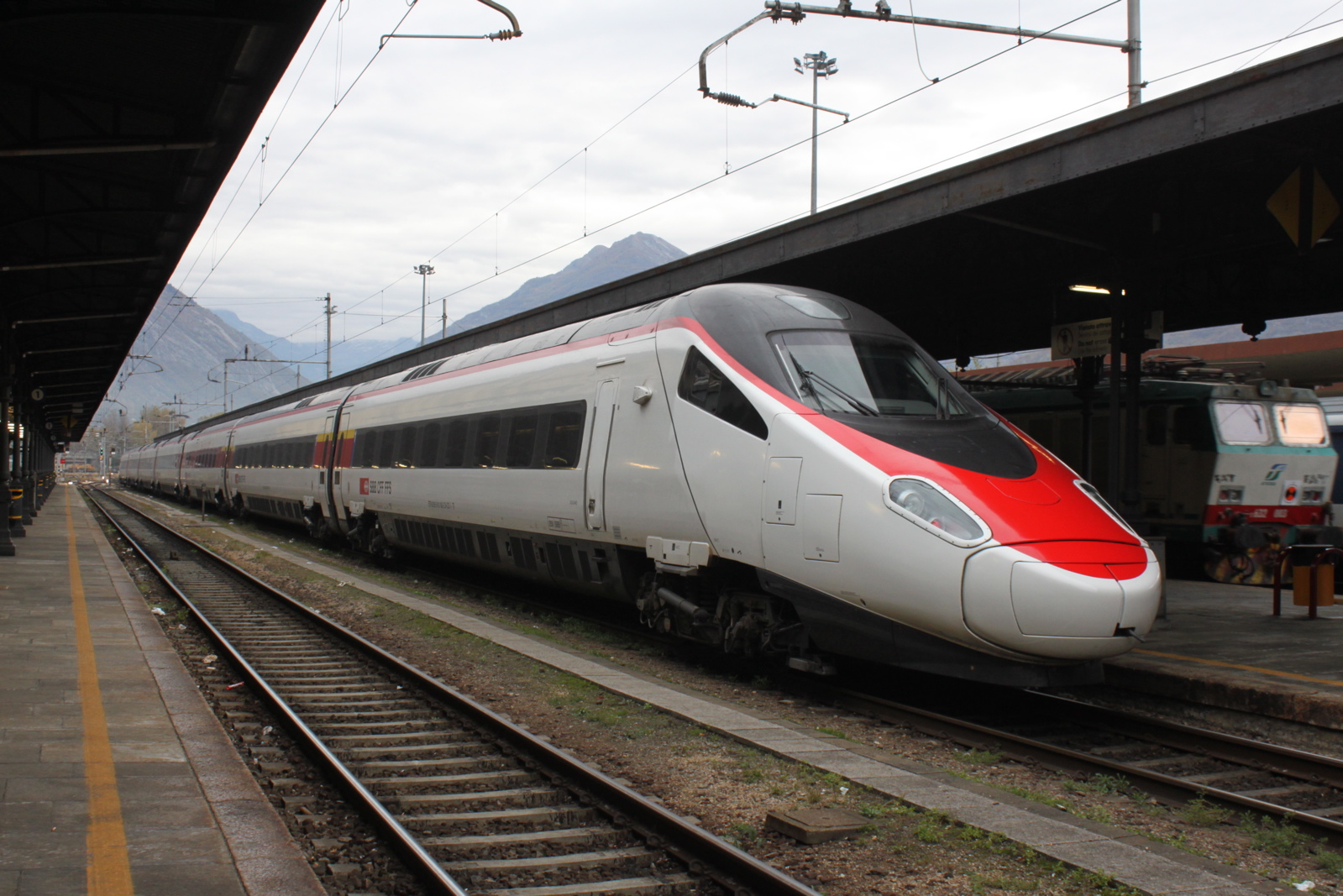
Livrée CFF (depuis janvier 2010).